# Giuseppe Zocchi

Giuseppe Zocchi

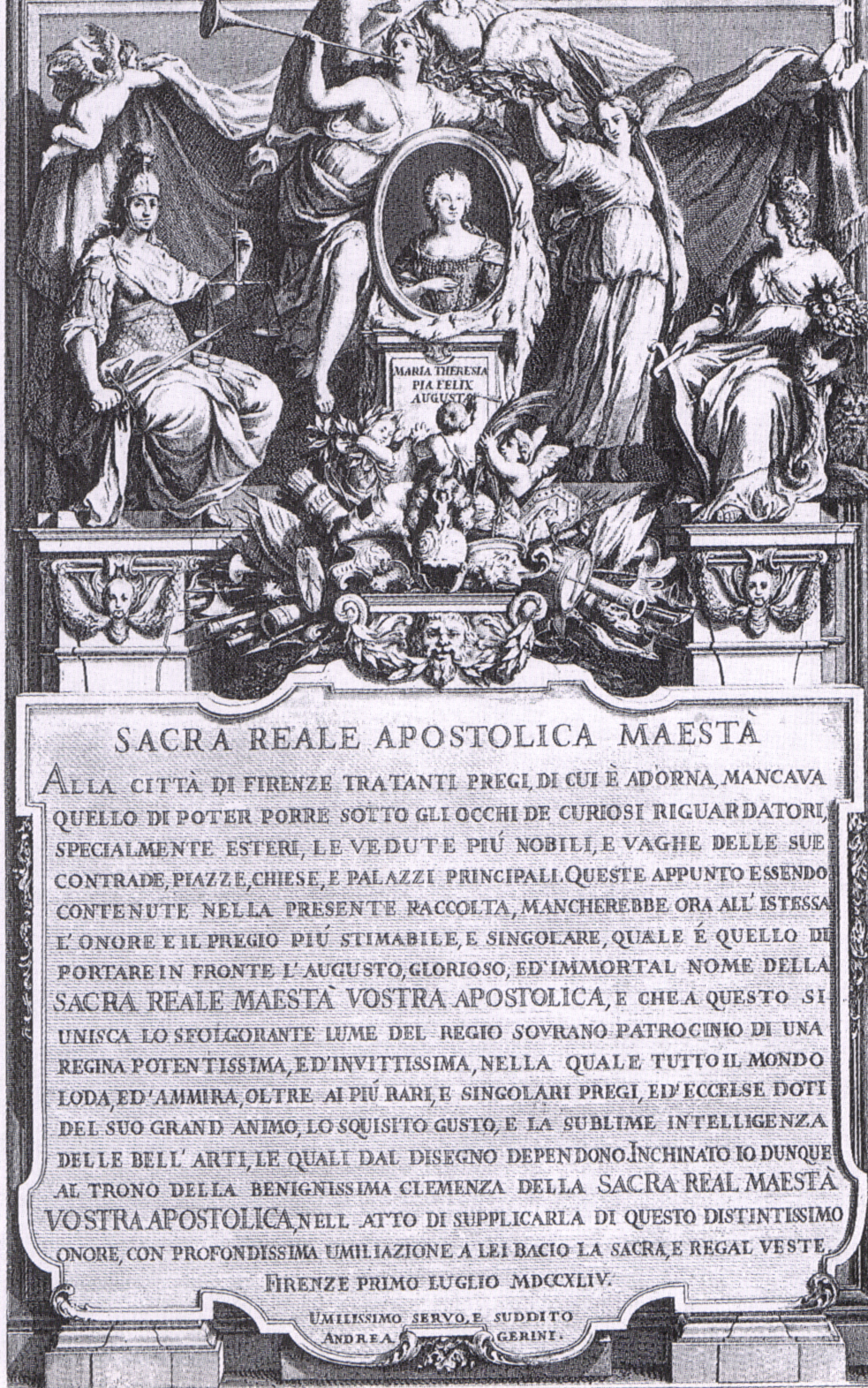
Giuseppe Zocchi. Frontispiz der Stadtansichten von 1744

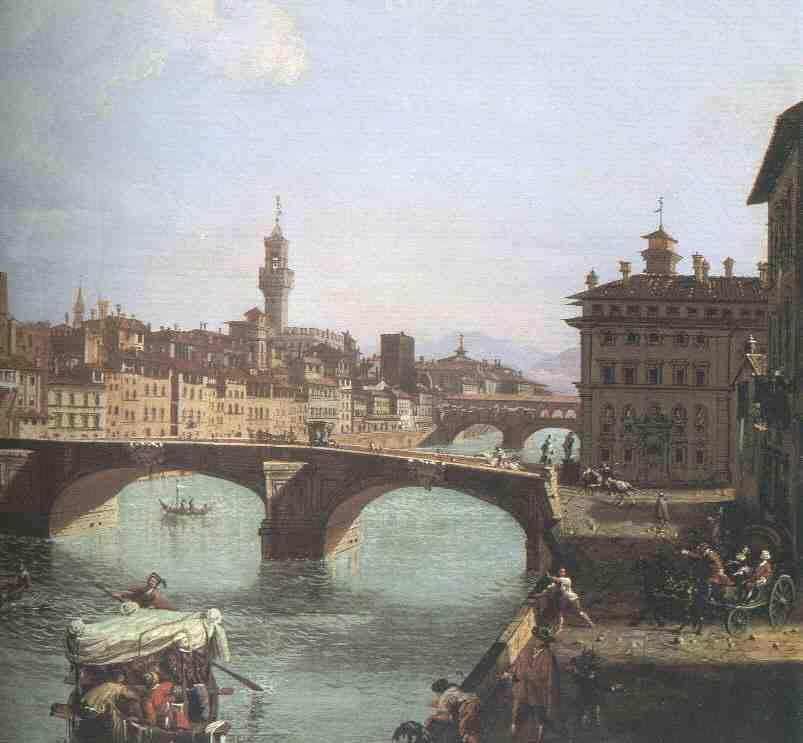
Giuseppe Zocchi. Vedute von Florenz mit der Ponte Santa Trinita.

Giuseppe Zocchi (geboren 19. März 1716 in Florenz; gestorben 22. Juni 1767 ebenda) war ein italienischer Maler, Zeichner und Kupferstecher. Bekannt sind vor allem seine Veduten von Florenz und Umgebung. Nach seiner Ausbildung lebte Zocchi bis zu seinem Tod in Florenz.

## Leben
Giuseppe Zocchi stammte aus bescheidenen Verhältnissen, seine Eltern waren Leonardo di Clemente und Lucia di Giovanni Piccioli. Angeblich wurde er 1730 von Marchese Andrea Gerini entdeckt, der ihn nach Venedig, wo er in den Kupferstich eingeführt wurde, Mailand, Bologna und Rom schickte und dann im Atelier des vor allem in Florenz erfolgreichen Dekorationsmalers Ranieri del Pace unterbrachte (Brief von Pier Antonio Gerini an Luigi Lanzi, 21. November 1795). In Andrea Gerinis Palast in der Via Ricasoli führte er in den 1770er Jahren mehrere Fresken aus, darunter eine Allegorie der Künste im Saal des Piano Nobile. Gerini beauftragte Zocchi auch mit der Anfertigung verschiedener Ansichten von Florentiner Straßen und Plätzen; die Zeichnungen befinden sich heute in der Pierpont Morgan Library in New York. Bald darauf wurden die Zeichnungen von ihm und anderen Künstlern gestochen und von dem Florentiner Drucker Giuseppe Allegrini ab dem Sommer 1744 in zwei Serien gedruckt. Die Folge Scelta XXIV vedute delle principali contrade, piazze, chiese, e palazzi della citta di Firenze enthält 24 Stadtansichten und eine Karte, die zweite Serie unter dem Titel Vedute delle ville e di altri luoghi della Toscana umfasst fünfzig Stiche.
Zocchi arbeitete ab 1750 auch für das Florentiner Opificio delle Pietre Dure, eine auf wertvolle Stein-Einlegearbeiten ("commesso fiorentino") spezialisierte Werkstatt, für die er unter anderem Entwürfe für Commesso-Arbeiten und Intarsien schuf.
Im Palazzo Salimbeni in Siena im Sala del Palio werden zwei Ölbilder Zocchis aufbewahrt (Veduta notturna della Piazza del Campo con fiaccolata e corteo per la venuta a Siena del Granduca Francesco I duca di Lorena e Maria Teresa Arciduchessa d’Austria il 2 aprile 1739 und Veduta diurna della Piazza del Campo col Palio corso in onore del Granduca Francesco I duca di Lorena e Maria Teresa Arciduchessa d’Austria il 3 aprile 1739), die eine Tages- und eine Nachtansicht der Piazza del Campo am Tag des Palio di Siena, einem Sonderpalio im April 1739, zeigen.
Auch die vier Mosaikbilder des im Zweiten Weltkrieg verschollenen Bernsteinzimmers gehen auf Zeichnungen von Zocchi zurück.
Giuseppe Zocchi war mit Giovanna Comucci verheiratet; die Hochzeit fand am 6. April 1739 statt. Aus der Ehe gingen drei Kinder hervor: Cosimo (* 1747), später ebenfalls Kupferstecher, Neri (* 1753) und Anna (* 1760). Zocchi lebte mit seiner Familie in Florenz an der Piazza S. Spirito. Anfang 1767, als er in Siena für die Accademia del Disegno die Feierlichkeiten für Peter Leopold, den neuen Großherzog der Toskana, festhalten sollte, erkrankte Zocchi schwer; im Sommer desselben Jahres starb er.